# فرانز شميت (ملحن)
فرانز شميت (بالألمانية: Franz Schmidt)‏ هو تربوي وملحن وعازف بيانو نمساوي، ولد في 22 ديسمبر 1874 في براتيسلافا في سلوفاكيا، وتوفي في 11 فبراير 1939 في Perchtoldsdorf ‏ في النمسا.

## وصلات خارجية
- فرانز شميت على موقع ميوزك برينز (الإنجليزية)
- فرانز شميت على موقع أول ميوزيك (الإنجليزية)
- فرانز شميت على موقع ديسكوغز (الإنجليزية)